# حمام خان (سنندج)
حمام خان یا حمام پیرظهیری در ضلع شمالی بازار سرپوشیده سنندج در مجاورت مسجدی به نام داروغه قرار دارد. این حمام از گذشته تاکنون با توجه به موقعیت خاص آن با بازار ارتباط نزدیک داشته است. راه‌های دسترسی به این بنا از خیابان‌های انقلاب و طالقانی و از سمت میدان انقلاب امکان‌پذیر است. از سمت خیابان چهارباغ و کوچه‌های پشت بازار و از سمت شمال میدان سنندجی می‌توان به آن دسترسی پیدا کرد. به عبارتی حمام در بافت قدیمی و هسته مرکزی شهر واقع شده است. بافت قدیمی شهر سنندج دارای محلات متعددی است که به تبع آن حمام‌های مختلفی در آنها قرار داشته و شماری از آنها هم باقی‌مانده که از جمله می‌توان به حمام خان اشاره کرد.
بنا به نوشته مورخان محلی کردستان در کتاب‌هایی همچون تفحه ناصریه نوشته میرزا شکرالله سنندجی حدیقه ناصر میرزاعلی اکبر وقایع نگار، تاریخ اردلان مستوره اردلان، زبده التواریخ سنندجی نوشته قاضی محمد شریف، لب التواریخ نوشته خسرو بن محمداردلان به موضوع ساخت کهن دژ (قلعه)، بازار، مساجد، حمام و بناهای مختلف در زمان ساخت دوباره شهر سنندج به عنوان مرکز ایالت کردستان به دست «سلیمان خان اردلان» والی کردستان اشاره شده است. به نظر می‌رسد این بنا یکی از مکان‌های عالی و باشکوه شهر سنندج با توجه به سنگ نوشته آن مربوط به دوره حاکمیت «امان‌الله خان اردلان» والی کردستان بوده و کار ساختمانی آن در سال ۱۲۲۰ هجری قمری به اتمام رسیده است. این بنا بعدها به سبب تملک آن به وسیله امین التجار در سال ۱۲۹۵ هجری قمری در دوران حکومت «فرهاد میرزای معتمدالدوله» (عموی ناصرالدین شاه) بازسازی و مرمت عمده به ویژه تزئینات آهک بری آن تجدید شده است. کتیبه‌های داخل آهنگری‌های اضلاع شمالی و جنوبی سکوهای سربینه (حمام سرد) گویای این امر است که تاریخ آنها مربوط به سال ۱۲۵۹ هجری قمری است. این آهنگری‌های دوره نخست تقریباً به صورت عمده در زیر لایه جدید قرار می‌گیرد به جز مواردی که در سکوهای شمالی و جنوبی سربینه (حمام سرد) باقی‌مانده است.
حمام خان سنندج بعدها به مالکیت شخصی خانواده پیرظهیری در آمد و در شهر سنندج با این نام شناخته میشود و سرانجام در سال ۱۳۷۷ از سوی اداره کل میراث فرهنگی وقت تملک گردید و کار مرمت و حفاظ آن از سال ۱۳۷۸ آغاز شد.

## معماری

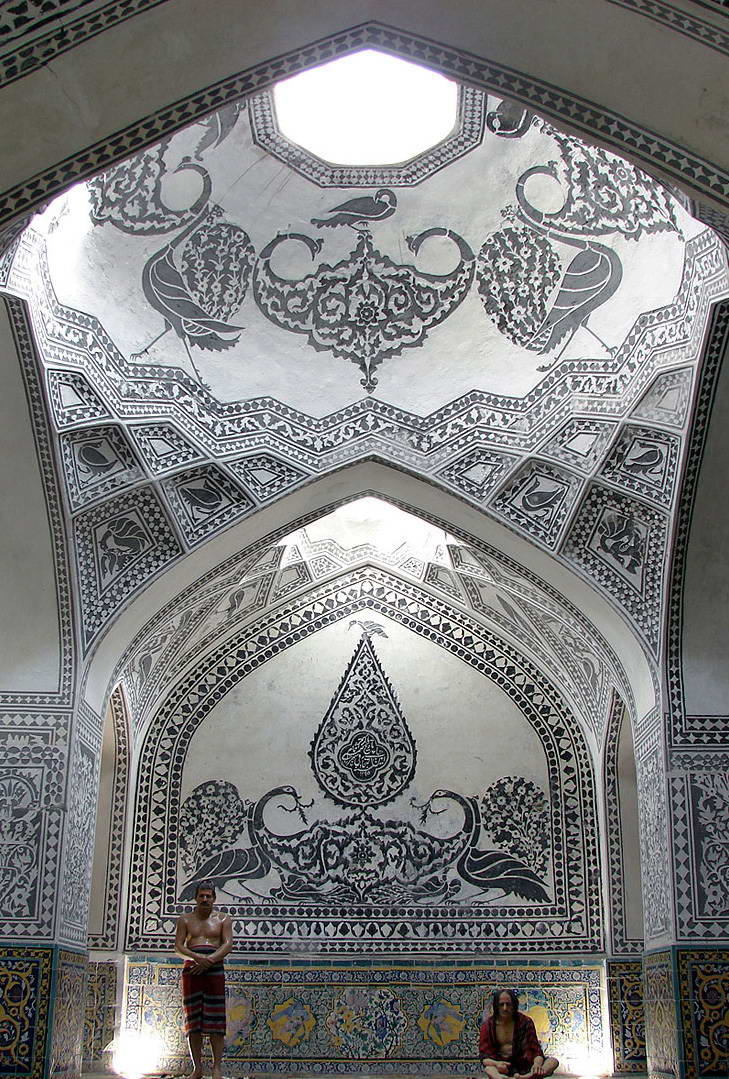

معماری حمام خان به سبک حمام‌های دیگر ایرانی طراحی و ساخته شده و دارای بخش‌های مختلفی است که ازجمله آنها سردر ورودی، هشتی، سربینه (حمام سرد)، میان در، بینه (حمام گرم)، خزینه، خلوتی، سرویس‌های بهداشتی، آب‌انبار اضافی و تون است. ترکیب بندی فضاهای حمام توأم با آب نماهای (حوض‌های) زیبا و استفاده از آب قنات برای استفاده قابل تأمل است. به ویژه که در دو سکوی این حمام دو آب نما وجود داشته که به احتمال در زمان «امین التجار» پر شده بودند و در پی‌گردی و کار مرمت کشف شدند. هرچند که تمام سنگ‌ها و فواره آنها از بین رفته بودند ولیکن براساس قرائن و شواهد بازسازی شدند و این مسئله یکی از ویژگی‌های بارز حمام خان است. در کنار آن استفاده از فضاهای کفش کن در زیر سکوها، هم کاری جالب توجه است. به طور کلی حمام در بخش سرد دارای سه آب نما و در بخش حمام گرم دو آب نما و در هر یک از خلوتی‌ها آب نمایی در کف تعبیه شده است. کف حمام سنگ مرمر است و ازاره و درپوش حمام سرد سنگ تیشه‌ای منطقه است هرچند که به طور دقیق کف سکوهای حمام از ترکیب حمام سرد مشخص نبود ولی برای همخوانی از سنگ تیشه‌ای استفاده شده است. سقف تمام فضاهای حمام از ترکیب طاق و گنبد است که در استحکام و ایستایی ساختمان بسیار مؤثر بوده است و مصالح مورد استفاده نیز بیشتر از سنگ و آجر و آهک به صورت بسیار گسترده است و ملات آبی در این ساختمان نقش اول را داشته است.

### تزئینات

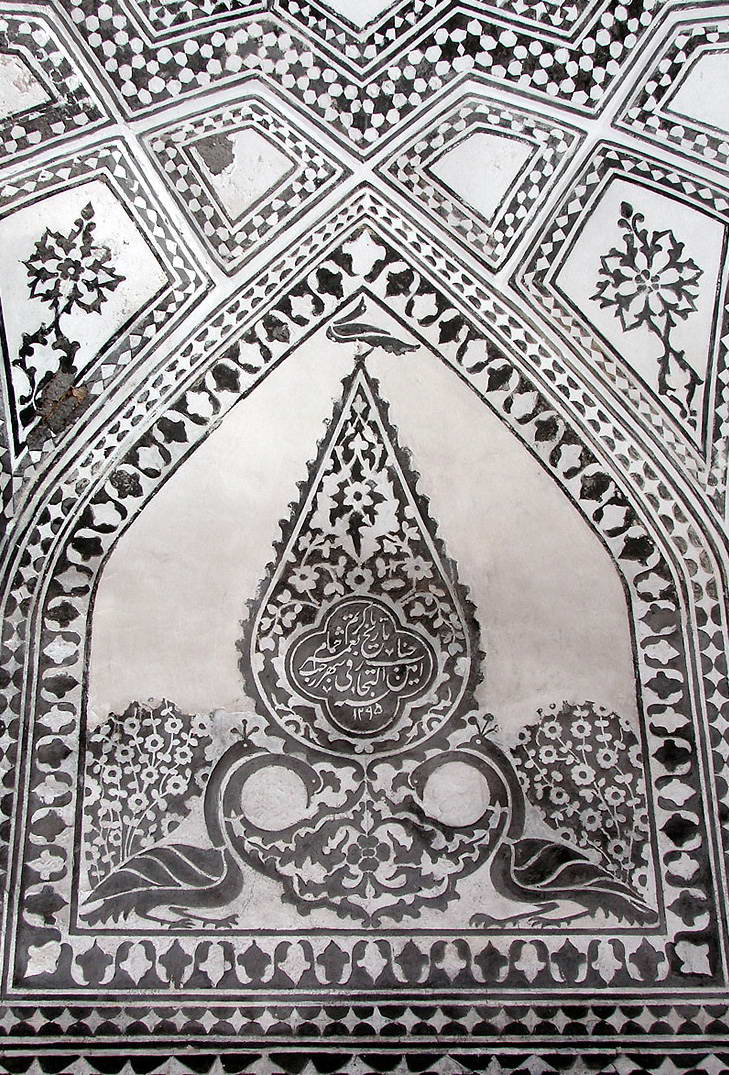
نقش‌هایی با طرح طاوس روی دیوارهای حمام.

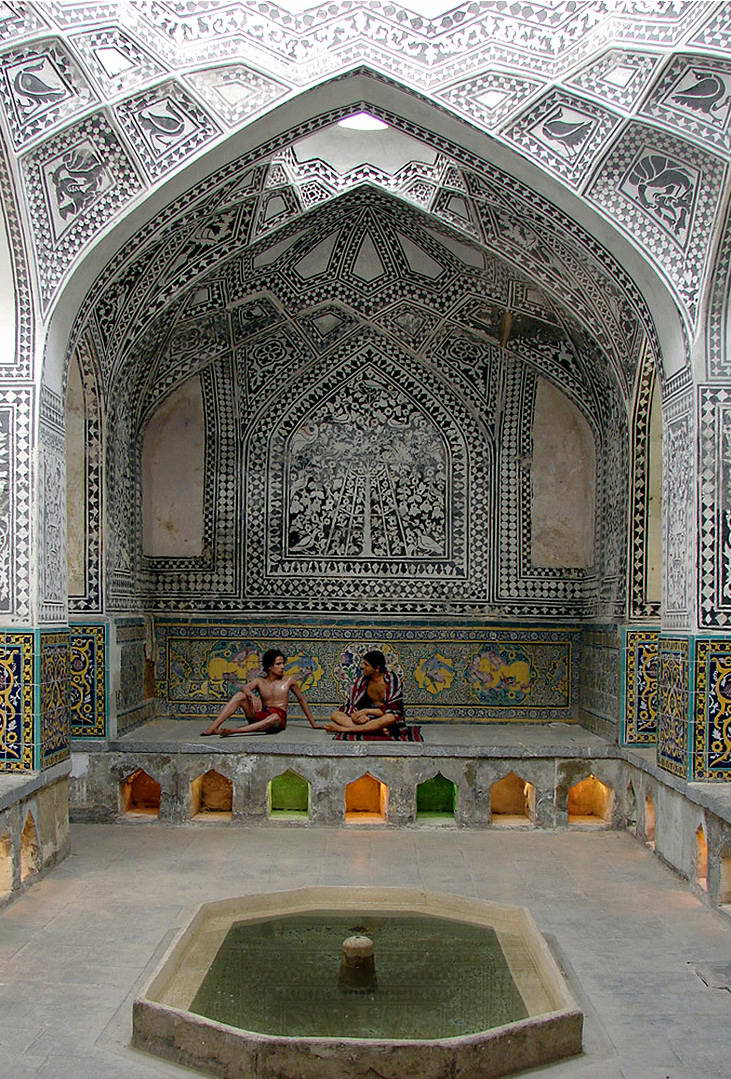

ویژگی بارز دیگر این ساختمان تزئینات پرکار آهکبری با نقش و نگار متنوع و کاشیکاری هفت رنگ با موضوع‌های متنوع است. تمام سطح داخلی فضاهای حمام سرد (سربینه) و حمام گرم، خلوتی‌ها و حتی خزینه با نقوش مختلف آهکبری شده است. آهکبری‌های این حمام بسیار پرکار است و در آن از نقوش گل و گیاه، هندسی، نقش‌های حیوانی و انسانی و ترکیب انسانی و پرندگان استفاده شده است.
نقش پرندگان به صورت جفت (نر و ماده) و استفاده در سطح گسترده از نقش شیر و طاووس که طاووس‌های آهکبری شده در نوع خود کم‌نظیر هستند در حمام‌های گرم و سرد در دو طرف به طور قرینه استفاده شده که در دو طرف سردر ورودی قرار گرفته‌اند. در اضلاع دیگر نیز نقش‌های اسلیمی، گل و بته، گل و بلبل در کنار بندی‌های سقف گنبدها ترکیب شده‌اند. از فرم‌های هندسی در حاشیه نقش‌ها و طرح‌های اسلیمی استفاده شایانی شده است. در سقف گنبد سربینه از ترکیب چهار طاووس به طرز قابل توجهی بهره برده شده و نقش‌های متعدد دیگری که با موضوع‌های مختلف ترکیب انسان و پرنده که در دوره قاجاریه مرسوم بود و با شکل و فرم و صورت قاجاری است به صورت متنوع استفاده شده است.
کاشیکاری در نقش‌های آهکبری زینت بخش حمام سرد است. بر روی تمام پایه‌ها و همچنین ازاره دیوار سکوهای این بخش از کاشیکاری هفت رنگ با طرح‌های اسلیمی بر روی پایه و روی دیوارها طرح شکار و نبرد شیر و اژدها کار شده است.
هرچند مقداری از کاشیکاری تخریب شده است ولی بخش‌های قابل توجهی از آنها باقی‌مانده است. البته در کاشیکاری‌ها از طرح شکار و نبرد شیر و اژدها، طرح‌های گل و برگ و بلبل مرسوم قاجاری و گل‌های به سبک و فرم طبیعی به صورت قرینه در قسمت‌هایی از ازاره دیوار سکو استفاده شده است. به طور کلی کاشیکاری حمام خان در نوع خود قابل توجه و حتی کم‌نظیر است زیرا نقش کاشیکاری مسجد، مدرسه دارالاحسان، نقوش و طرح‌های متفاوتی دارد و در اینجا استادکاران با توجه به وضع فکری و همچنین نیازهای فضای حمام درشیان خان (والی) از طرح‌های دیگری استفاده کرده‌اند.